# Valakonje
Valakonje (serbisch-kyrillisch Валакоње; rumänisch Văļekuańa) ist ein mehrheitlich walachisch geprägtes Dorf in der Opština Boljevac, Serbien. Laut Zensus von 2011 zählt der im Südsüdwesten an die Gemarkung von Boljevac angrenzende Ort 1095 Einwohner. Valakonje wird von Norden nach Süden von der Nationalstraße 319 durchzogen.
Der Name des Dorfes is vlachischen Ursprungs und geht auf valja ku anjin – im Sprache der Walachen «Tal der Erlen» – zurück.
In ottomanischer Zeit existierte an gleicher Stelle eine Siedlung namens Paraleva, die bei der Volkszählung 1455 erwähnt wurde.

## Demographie
Fast zwei Drittel der Bewohner sehen sich heute noch als Walachen.
| Zensusjahr | Einwohner | Bemerkungen /Referenzen |
| ---------- | --------- | ----------------------- |
| 1866       | 1850      | [ 3 ]                   |
| 1890       | 2423      | [ 4 ]                   |
| 1921       | 2151      | [ 3 ]                   |
| 1948       | 2366      | [ 2 ]                   |
| 1953       | 2436      | [ 2 ]                   |
| 1961       | 2248      | [ 2 ]                   |
| 1971       | 2285      | [ 2 ]                   |
| 1981       | 1960      | [ 2 ]                   |
| 1991       | 1684      | [ 2 ]                   |
| 2002       | 1378      | [ 2 ]                   |
| 2011       | 1095      | [ 2 ]                   |